# Формование химических волокон
Формование химических волокон — комплекс процессов, протекающих при образовании элементарных нитей из тонких струек расплава или раствора полимера, вытекающих из отверстий фильеры, и процессов структурообразования в отвержденном волокне. Формование является одной из ответственных стадий технологического процесса и оказывает решающее влияние на структуру и свойства получаемого волокна.

## Требования к волокнообразующим полимерам
Полимер является волокнообразующим, т. е. из него может быть получено волокно, если одновременно выполняются следующие условия:
- сравнительно высокая молекулярная масса (степень полимеризации)
- линейная форма макромолекул с минимальным числом разветвлений
- наличие полярных групп или стереорегулярность
- возможность перевода в вязкотекучее состояние плавлением или путём растворения.
- однородность состава, свойств и минимальное содержание посторонних примесей и загрязнений, от чего зависит стабильность технологического процесса и качество получаемых волокон.

## Классификация способов формования
Существуют следующие способы формования химических волокон:
- формование из расплава полимера
- мокрое формование из раствора полимера
- сухое формование из раствора полимера
- сухо-мокрое формование из раствора полимера
- формование из дисперсии полимера
- гель-формование

Способом формования из расплава полимера получают полиолефиновые, полиэфирные, полиамидные и др. волокна, сухим способом из раствора полимера формуют ацетатные и полиакрилонитрильные волокна, мокрым способом - вискозные, полиакрилонитрильные, поливинилхлоридные и др., сухо-мокрым - термостойкие волокна на основе ароматических полиамидов и полиэфиров.

## Формование из расплава полимера
Для формования волокон расплавным способом пригодны только те полимеры, для которых разность температур деструкции и плавления больше 20°С, так как в противном случае формование сопровождается заметной деструкцией полимера, что в свою очередь ухудшает качество получаемого волокна. Другим непременным условием для получения волокон из расплава является достаточная теплостойкость и формоустойчивость полимера при воздействии температур порядка 150°С (текстильные изделия должны быть устойчивы при глажении утюгом). Эти факторы ограничивают число полимеров, пригодных для формования волокон из расплава.
При формовании из расплава элементарные нити образуются за счет охлаждения струек расплава полимера ниже температуры его плавления. Отвод тепла от формуемой нити осуществляется путём её обдува охлаждающим воздухом. Скорость формования составляет 600—1200 м/мин.
Формование из расплава применяют при получении следующих видов нитей и волокон: 
- полиолефиновых (полиэтиленовых, полипропиленовых);
- полиамидных (из поликапроамида, полигексаметиленадипинамида и др. алифатических полиамидов);
- полиэфирных (из полиэтилентерефталата, а также жидкокристаллических ароматических полиэфиров и сополиэфиров);
- плавких сополимеров тетрафторэтилена и др.

При формовании из расплава используют два основных вида процессов: 
- полунепрерывный, когда заранее полученный гранулированный полимер расплавляют и дегазируют в шнековом экструдере;
- прямой, когда расплав полимера после синтеза непрерывно дегазируется в тонком слое, фильтруется и подается на Формование.

Машины для формования из расплава имеют устройства для подачи расплава, шахты для формования, механизмы транспортирования (иногда вытягивания) и приемки нитей или жгутиков. Расплав дозируется насосиком, дополнительно фильтруется и поступает в фильеру. Струи расплава охлаждаются в вертикальной шахте, которая состоит из двух частей: обдувочной (охладительной) с подачей кондиционированного воздуха и сопроводительной без подачи воздуха. Сформованные нити замасливаются, принимаются на паковки, а жгутики объединяются в общий жгут и укладываются в контейнер.
Вытягивание и термодинамическую обработку нитей производят индивидуально на крутильно-вытяжной машине. Текстильные нити могут выпускаться без термодинамической обработки, если они предназначены для получения текстурированных нитей или проходят термообработку при отделке готовых текстильных полотен или изделий. В производстве технических полиэфирных нитей применяют групповую обработку 100-200 нитей на проходном агрегате, что позволяет достигать более высоких механических свойств. Вытягивание и термодинамическую обработку жгутов производят также на проходном агрегате, где заключительными стадиями являются авиважная обработка, гофрировка и, при необходимости, резка.

### Совмещенный процесс формования
Использование совмещенного процесса «формование - вытягивание» позволяет повысить скорости приема волокна на паковки до 3000-4000 м/мин. Этот процесс целесообразен только в случае, если не требуется дополнительной термодинамической обработки, и применяется в основном при получении полиэфирных и полиамидных нитей.

### Высокоскоростное формование из расплава
Высокоскоростное Формование — формование волокон на скоростях 4500-6000  м/мин.
Сущность процесса высокоскоростного формования состоит в возникновении высоких растягивающих напряжений в формуемой струйке расплава, под действием которого происходит распрямление клубка макромолекул вдоль потока, что обеспечивает их высокую ориентацию, которая в свою очередь индуцирует процесс кристаллизации полимера.
Ориентационная кристаллизация полимера протекает на несколько порядков быстрее, чем кристаллизация полимера при обычных скоростях формования.
Этот процесс в основном реализован для текстильных полиэфирных нитей, предназначенных для последующего текстурирования или применения в производстве трикотажа, что объясняется повышенным удлинением получаемых нитей.

### Аэродинамическое формование из расплава
Аэродинамическое формование широко используется из расплавов полиолефинов, полиамидов и полиэфиров. Струи расплава, вытекающие из отверстий фильеры, растягиваются высокоскоростной струей воздуха, охлаждаются. Образовавшиеся нити раскладываются на сетчатом транспортере в виде нетканого полотна, которое затем подвергается иглопрокалыванию и, при необходимости, термоскреплению (каландрованию).

### Центробежное формование из расплава
При центробежном формовании капли расплава, срываясь с вращающегося ротора, растягиваются в виде волокон с одновременным охлаждением воздухом.

### Электростатическое формование (электроформование) из расплава
При электроформовании струи раствора, вытекающие из фильеры, растягиваются в электростатическом поле. При электроформовании из расплавов перевод формуемого полимера в вязкотекучее состояние осуществляется путем плавления. Соответственно, для формования из расплава необходим обогрев фильеры и камеры с полимером, что осуществляется оборудованием подающего устройства в установке для формования из расплавов нагревателями.
В том случае, когда электроформование из раствора представляет ограничения, возможно формование волокон из расплавов. Используемые в расплавном методе полимеры можно условно разделить на три группы. Первую составляют ограниченно растворимые крупнотоннажные пластики (полиэтилен, полипропилен, полиэтилентерефталат и т.д.), которые затруднительно формовать из раствора. Вторую – биосовместимые/биоразлагаемые материалы (поликапролактон, полилактид и его сополимеры и т.д.), применяемые в медицинских целях, которые целесообразно формовать из расплава в силу отсутствия в конечном волокне остаточного растворителя. К третьей группе можно отнести смеси полимеров, для которых отпадает необходимость подбора растворителя, пригодного для всех компонентов смеси.

## Формование из раствора полимера по мокрому способу
При мокром способе формования из раствора полимера волокно образуется в результате взаимодействия струек раствора с компонентами осадительной ванны. При этом компоненты осадительной ванны диффундируют в струйку раствора, а растворитель диффундирует из струйки в осадительную ванну, что приводит к коагуляции раствора и осаждению полимера в виде элементарных нитей. В ряде случаев процесс коагуляции раствора осложняется протеканием химических реакций. Скорость формования составляет 30—130 м/мин.
Формование из растворов по мокрому методу включает два типа процессов: без протекания химических реакций и с их протеканием. Первый из них применяют при получении следующих волокон и нитей:
- полиакрилонитрильных (растворители - водный раствор роданида натрия, ДМФА, диметилацетамид; осадитель - водный раствор этих соединений);
- поливинилхлоридных (растворитель - ДМФА; осадитель - его водный раствор);
- поливинилспиртовых (растворитель - вода; осадитель - водный раствор Na2SO4);
- триацетатных (растворитель - ацетилирующая смесь; осадитель - её водный раствор].

По мокрому методу формуются также многие сверхпрочные, сверхвысокомодульные и термостойкие волокна на основе ароматических полимеров.
Обычно применяют машины непрерывного процесса, имеющие устройства для подачи раствора, пластификации, вытягивания, промывки, сушки и приемки. Раствор дозируется насосиком и подается через фильтр в фильеру. Формование происходит в горизонтальном жёлобе, горизонтальных или вертикальных трубках, куда подается осадительная ванна, в которую вытекают струйки раствора из отверстий фильеры и происходит образование волокна.
Сформованные нити и жгутики (последние объединяются в общий жгут) подвергают последующим обработкам, включающим операции: пластификации, вытягивания, противоточной промывки и сушки. Операцию замасливания нитей проводят при дальнейшей переработке. Жгуты дополнительно подвергают авиважной обработке, гофрированию и, при необходимости, резке. Термическое вытягивание и термообработку проводят только при получении некоторых видов нитей и волокон технического назначения.
Формование с протеканием химических реакций применяют при получении гидратцеллюлозных волокон (вискозных  и медно-аммиачных волокон). Процессы их формования и последующей обработки имеют ряд существенных отличий. Так, вискозные волокна формуются в осадительной ванне, содержащей в качестве основных компонентов серную кислоту, сульфаты натрия и цинка, при более высоких скоростях, чем другие виды волокон, получаемых по мокрому методу. Сформованные нити или жгутики подвергают пластификационному вытягиванию, промывке, десульфурации (удалению образовавшейся при формовании серы), авиважной обработке, сушке и, при необходимости, резке.

## Формование из раствора полимера по сухому способу
При сухом способе формования из раствора элементарные нити образуются в результате испарения растворителя из струек раствора, которое обусловлено обдувом формуемой нити горячим воздухом или паровоздушной смесью. Скорость формования составляет 300—600 м/мин.
Формование из раствора по сухому методу применяют при получении следующих видов нитей и волокон:
- ацетатных (растворитель - ацетон с добавкой воды);
- триацетатных (метилен-хлорид с добавкой этанола);
- полиакрилонитрильных (ДМФА, ДМСО, этиленкарбонат);
- поливинилхлоридных (смесь ацетона и сероуглерода или бензола);
- поливинилспиртовых (вода) и др.

Машины для сухого формования имеют устройство для подачи раствора, обогреваемые шахты, механизмы транспортирования и приемки нитей или жгутиков. Раствор дозируют насосиком, подогревают и подают через фильтр в фильеру. Образующиеся струи раствора поступают в вертикальную шахту, куда подается горячий теплоноситель (обычно воздух) противотоком или прямотоком и где происходит испарение растворителя и образование волокна.
Воздух подается в таком количестве, чтобы парогазовая смесь имела концентрацию вне пределов взрывоопасности (обычно ниже этого интервала), но достаточно высокую для последующей рекуперации растворителей. Нити принимаются на паковку или объединяются в общий жгут. Полученные нити или жгуты (за исключением ацетатных и триацетатных) подвергают термодинамическому вытягиванию и термодинамической обработке.

### Электростатическое формование (Электроформование) из раствора по сухому способу
Метод используется для получения ультратонких волокон (микроволокон) на основе сополимеров акрилонитрила, винилхлорида в легколетучих растворителях (например, ацетон). Струи раствора, вытекающие из капилляров, растягиваются в электростатическом поле, из них испаряется растворитель и образовавшиеся тонкие волокна раскладываются на сетчатом барабане или транспортере с образованием тонкого нетканого полотна (материала).
Электрическое поле не только служит «средством транспорта и растяжения формуемых волокон», но и существенно изменяет реологические и поверхностные свойства полимерных жидкостей, тем самым изменяя закономерности формирования структуры волокон.
Интерес к этому способу формования связан с оптимизацией и созданием экономичных технологий получения ультрафильтрационных фильтрующих материалов для тонкой очистки воздуха и жидких сред.
При электроформовании из растворов, перевод формуемого полимера в вязкотекучее состояние осуществляется путем растворения в подходящем растворителе. В некоторых случаях, когда использование растворителя не оптимально, возможно электроформование из расплава.

## Формование из раствора полимера по сухо-мокрому способу
Сухо-мокрое формование - формование через газовоздушную прослойку между фильерой и зеркалом осадительной ванны применяется при получении нитей из высоковязких формовочных растворов (особенно на основе жесткоцепных полимеров), что требует использования фильер с большим диаметром отверстий и соответственно высоких значений фильерных вытяжек.
Формование ведется сверху вниз глубокованным методом или в трубках. Струи формовочного раствора проходят путь 5-50 мм на воздухе, где происходит основная доля фильерной вытяжки, после чего поступают в осадительную ванну, где происходит образование волокна. Этот метод позволяет в несколько раз увеличить скорость формования по сравнению с обычным мокрым процессом и достигнуть более высокой степени ориентации волокон.

## Формование из дисперсии полимера
Способ формования из дисперсии полимера может быть использован, когда отсутствует возможность перевода полимера в вязкотекучее состояние путём расплавления или растворения, но существует значительная потребность в волокне из этого полимера. Данным способом формуют фторсодержащие волокна: полифен, тефлон и другие.
При формовании из дисперсии полимера элементарные нити образуются из формовочной композиции, в состав которой входят: раствор волокнообразующего полимера, матрица — тонкодисперсные частицы искомого полимера во взвешенном состоянии и поверхностно-активные вещества. Осуществляется формование способом, характерным для волокнообразующего полимера, но в более жестких условиях осаждения, необходимых для быстрой коагуляции.
Образуется волокно, наполненное контактирующими между собой частицами искомого полимера, которое подвергается высокотемпературной обработке (для удаления волокнообразующего полимера посредством термической деструкции). В результате повышенной диффузионной адгезии между частицами искомого полимера происходит спекание с образованием волокна.

## Гель-формование
Гель-формование - формование из раствора с фазовым распадом при охлаждении — используют при получении следующих волокон: 
- полиолефиновых (растворители - высококипящие углеводороды);
- полиакрилонитриловых (смесь ДМФА с диметилсульфоном или мочевиной);
- поливинилспиртовых (вода с мочевиной, капролактам);
- поливинилхлоридных (капролактам или его смеси с циклогексаноном) и др.

Формование производится в шахте с охлаждением или в охладительной ванне. Волокна подвергают пластификационному вытягиванию. Растворитель удаляют осторожной (например, вакуумной) сушкой или промывкой легкотекучими жидкостями, смешивающимися с растворителем полимера (во многие случаях водой), с последующей сушкой. После этого, при необходимости, проводят термодинамически вытягивание и термообработку.
Практическое применение метод нашел при формовании высокопрочных нитей на основе сверхвысокомолекулярного полиэтилена.